# Nationwide Arena
Nationwide Arena är en multiarena i Columbus, Ohio, USA som öppnade den 9 september 2000. Arenan är uppkallad efter den före detta ägaren Nationwide Mutual Insurance Company som har sitt huvudkontor intill arenan. Den är hemmaplan för NHL-laget Columbus Blue Jackets.